# APT
APT je peti studijski album čileanske pjevačice Nicole. Izdala ga je 19. srpnja 2006. pod diskografska kuća Chika Entertainment Inc.[nedostaje izvor]

## Popis skladbi
| Br. | Skladba            | Tekstopisac                        | Trajanje |
| --- | ------------------ | ---------------------------------- | -------- |
| 1.  | »Si vienes por mí« | Nicole, James Frazier, Julio Osses | 3:17     |
| 2.  | »Culpables«        | Nicole, Martin Chan                | 4:17     |
| 3.  | »Bipolar«          | Nicole, James Frazier              | 2:40     |
| 4.  | »La última vez«    | Nicole, James Frazier              | 3:21     |
| 5.  | »No me confundas«  | Nicole, James Frazier              | 3:31     |
| 6.  | »1-800-NASTY-SHOW« | Nicole, James Frazier              | 3:18     |
| 7.  | »Veneno«           | Nicole, James Frazier              | 2:57     |
| 8.  | »Trapped in time«  | Nicole, Martin Chan                | 3:40     |
| 9.  | »El camino«        | Leonardo García                    | 3:23     |
| 10. | »Rapture«          | Deborah Harry, Chris Stein         | 4:22     |

| 11. | »Veneno (na portugalskom)«    | Nicole, James Frazier | 2:57 |
| 12. | »Lágrimas de Sal (akustične)« |                       | 4:13 |